# نادي اتلتيكو ارابيا
نادي اتلتيكو ارابيا نادي كرة قدم إماراتي من أندية الهواة يلعب في دوري الدرجة الثانية الإماراتي ويقع في دبي.
و قد لعب معهم اللاعب محمد فتحي.